# Divadelní román
Divadelní román je nedokončený román Michaila Afanasjeviče Bulgakova. Je psán v první osobě jménem jistého spisovatele Sergeje Leonťjeviče Maksudova. Vypráví o divadelním zákulisí a spisovatelském světě SSSR ve 30. letech 20. století.

## Děj
Román začíná předmluvou - jeho autor prý není skutečným autorem, ale pouze „vydavatelem“ poznámek jistého Sergeje Leonťjeviče Maksudova, který poté, co mu je poslal s žádostí o korekturu a nadepsání jeho jménem, „skočil po hlavě z Řetězového mostu.“ Vůle zesnulého musí být naplněna, ačkoli „vydavatel“ varuje, že vše, co je v zápiscích obsaženo, je pouze výplodem chorobné fantazie a že „žádná podobná divadla ani osoby popisované v románu neexistují a nikdy neexistovaly.“
Maksudovovy poznámky začínají tím, že se autor setkává s ředitelem Nezávislého divadla Xaverem Borisovičem Ilčinem a s tajemnými slovy „Četl jsem váš román“ se vyprávění vrací do minulosti, kde se dozvídáme, že se Maksudov, řadový spolupracovník časopisu „Věstník paroplavby“, rozhodl napsat román. Po dokončení své práce čte Maksudov román nejprve svým kolegům, pak se okruh jeho posluchačů rozšiřuje a přicházejí spisovatelé. Všichni jednomyslně prohlásí, že román nevyjde, protože „cenzura ho nepustí“.
Maksudov posílá úryvky z románu do dvou redakcí, ale dostává je zpět s označením „Nehodí se.“ Rozhodne se spáchat sebevraždu zastřelením. Maksudov, který si právě přikládá pistoli ke spánku, náhle z vedlejšího bytu zaslechne árii z opery „Faust,“ jež upoutá jeho pozornost. Náhle na dveře jeho bytu zaklepe vydavatel soukromého časopisu „Vlast“ Ilja Ivanovic Rudolfi. Rudolfi hodlá román vydat.
Maksudov opuští svou práci v novinách, začíná navštěvovat Rudolfiho a setkávat se se slavnými spisovateli. Jeho román nakonec vychází. Maksudov se ocitá ve světě skutečných spisovatelů. Záhy onemocní chřipkou a v této době vypukne další katastrofa: po uzdravení se nešťastný autor dozví, že Rudolfi odjel do zahraničí, vyšla jen třetina románu a pak už nic.
Po nějaké době začíná Maksudov psát divadelní hru podle svého románu. Zde se vyprávění vrací k původní přerušené scéně – setkání spisovatele s režisérem Ilčinem. Ilčin žádá Maksudova, aby vytvořil hru, kterou shodou okolností právě začal psát. Maksudov uzavírá dohodu. Kromě toho mu Ilčin představuje Nezávislé divadlo, jehož svět si okamžitě zamilovává.
Brzy začíná přepis hry „Černý sníh.“ Maksudov diktuje text sekretářce Aristarcha Platonoviče, brilantní stenografce Polyxeně Vasiljevně Toropecké, a zatímco práce pokračují, pozoruje zákulisí - svět scén, který obvykle zůstává divákovi neznámý. Herci se zastavují na návštěvu u Toropecké, jen aby si popovídali a dozvěděli se novinky „z Indie“ od Aristarcha Platonoviče; Toropecká, aniž by vzhlédla od psacího stroje, zvedá telefony a vykonává úřední povinnosti. Během přestávky se Maksudov vydává na procházku kolem divadla a skončí na místě, kterému se v divadle říká „kancelář“ - pracoviště Filipa Filipoviče Tulumbasova, kde se neustále střídají různé typy Moskvanů.
Poté, co je hra přepsána, musí být „přečtena“ před jedním z ředitelů divadla - Ivanem Vasiljevičem. Přes Bombardovovo varování se Maksudov neudrží a nevynechá scénu, kde se hrdina zastřelí. Ivan Vasiljevič přeruší čtení a požaduje, aby dramatik přepsal tuto scénu a nahradil ji jinou, kde je hrdina probodnut dýkou. Nejen to, Ivan Vasiljevič dokonce požaduje, aby mladou hrdinku, jeho sestru, přepsal na matku.
Maksudov však nezvládne udělat žádné změny ve hře, i když se o to zprvu snaží.
Uplyne několik týdnů, když je náhle povolán do divadla na „radu starších.“ V minulosti uznávaní starší herci divadla, „zakladatelé,“ se scházejí, aby o hře diskutovali. Ke svému rozhořčení si Maksudov uvědomí, že všichni z nepochopitelných důvodů považují jeho hru za nevhodnou, a žádá, aby mu ji vrátili. Okamžitě si však uvědomí, že je v pasti: smlouva, kterou podepsal, ho zavazuje provést veškeré požadované změny; zároveň je autorovi zakázáno nabízet hru jiným divadlům. Frustrovaný a naštvaný autor odchází.
Bombardov později vysvětluje Maksudovovi, že „zakladatelům“ se hra líbila, ale vadilo jim, že v ní jsou samé mladé role a pro jejich herecké umění tam není místo.
Maksudov se vrací ke své fádní práci v novinách, přestává s kýmkoli komunikovat a divadlo na něj jakoby zapomíná. O několik týdnů později se stane zázrak: Maksudov dostane od divadla dopis s oznámením, že začínají zkoušky jeho hry.
Tím začíná druhá část románu, ze které byly dopsány pouze dvě kapitoly: patnáctá a šestnáctá. Obě jsou věnovány popisu zkoušek hry, které v souladu se svou „teorií“ řídil sám Ivan Vasiljevič. V těchto kapitolách dostává čtenář příležitost podívat se na Stanislavského metodu očima Bulgakova.
Požadavky na úpravy ve hře Maksudova trápí. Jeho vztah jak s režisérem, tak s Ivanem Vasiljevičem se výrazně zhorší. Ještě více než úpravy ale Maksudova dráždí dlouhé zkoušení hry, během něhož Ivan Vasiljevič uvádí svou teorii k životu. K Maksudovově velké hrůze po všech těchto cvičeních hrají herci daleko hůře, takže začíná pochybovat o samotné „teorii“ Ivana Vasiljeviče.
Zde dokončená část románu končí.

## Předpokládaný závěr románu
V zápiscích Vladimira Jakovleviče Lakšina se zachovala vzpomínka Jeleny Sergejevny Bulgakovové o domnělém konci románu:

Děj románu se měl dále vyvíjet přibližně takto: když dramatik Maksudov viděl, že jeho vztah s jedním z ředitelů Nezávislého divadla, Ivanem Vasiljevičem, dospěl do slepé uličky, čekal jako na dar z nebes na návrat druhého režiséra, Aristarcha Platonoviče, z cesty do Indie. Ten brzy přijíždí a Maksudov se s ním setkává v divadle na přednášce o jeho zahraniční cestě (tuto přednášku měl již Bulgakov v hlavě a představoval si výrazy ve tvářích řečníka i posluchačů — nesmírně vtipně)... Dramatik je bohužel přesvědčen, že příchod Aristarcha Platonoviče na osudu jeho hry nic nezmění – a to do jeho přímluvy vkládal tolik nadějí! V poslední nedokončené kapitole se Maksudov setkává s mladou ženou z výrobní dílny, umělkyní Aurorou Gosier. Má hluboký hlas a líbí se mu. Bombardov ho přesvědčí, aby se oženil. Ta však brzy umírá na tuberkulózu. Mezitím se blíží premiéra představení podle Maksudovovy hry, která během zkoušek prošla mnoha úpravami a změnami... Bulgakov chtěl vykreslit napjatou, nervózní atmosféru prvního představení, střety v sále i v zákulisí, nepřátele i obdivovatele debutanta. A nyní je premiéra u konce. Pohrdavé, urážlivé recenze z divadelního tisku Maksudova hluboce raní. Přepadne ho akutní záchvat melancholie a nechuti žít. Jede do města svého mládí (tady si Bulgakov mnul ruce v očekávání rozkoše – tak chtěl zase psát o Kyjevě). Po rozloučení s městem se hrdina vrhne po hlavě z Řetězového mostu a zanechá po sobě dopis, kterým román začal...